# Ligne d'Évreux-Embranchement à Acquigny
La ligne d'Évreux-Embranchement à Acquigny est une ligne de chemin de fer française établie dans le département de l'Eure en région Normandie.
Elle constitue la ligne 371 000 du réseau ferré national.

## Histoire
Cette ligne (chemin de fer d'Évreux à Elbeuf par Louviers) a été concédée, à titre éventuel et comme ligne d'intérêt local, le 23 août 1867 à monsieur Claude Girard, entrepreneur de travaux publics demeurant à Paris. Elle a été déclarée d'utilité publique par décret impérial le 1er mai 1869 rendant ainsi la concession définitive à la Compagnie de l'Eure constituée à cet effet.
La concession de la ligne est reprise par la Compagnie du chemin de fer d'Orléans à Châlons-sur-Marne par des traités signés les 13 avril et 24 mai 1870. Ces traités sont approuvés par un arrêté du président du conseil le 24 juillet 1871,.
L'ouverture est intervenue le 10 mai 1872[réf. nécessaire] par cette dernière compagnie.
À la  suite de la faillite de la Compagnie du chemin de fer d'Orléans à Châlons-sur-Marne, la ligne est provisoirement administrée par le syndic de la faillite du chemin de fer d'Orléans à Châlons. L'État rachète la ligne à la compagnie selon les termes d'une convention signée le 2 octobre 1891 entre le ministre des Travaux publics et le syndic de faillite de la compagnie. Cette convention est approuvée par une loi le 3 août 1892 qui reclasse la ligne dans le réseau d'intérêt général. Cette même loi concède à titre définitif la ligne à la Compagnie des chemins de fer de l'Ouest.
Cette dernière compagnie est à son tour en liquidation et l'Administration des chemins de fer de l'État rachète la ligne le 1er janvier 1909. La SNCF devient concessionnaire le 1er janvier 1938 lors de la nationalisation. La ligne est transférée à Réseau ferré de France (RFF) en 1997.

### Fermeture au service pour les voyageurs
- Section d'Évreux à Acquigny: le 1er mars 1940

### Dates de retranchement
Après sa fermeture, la ligne a été retranchée par sections, c'est-à-dire que les tronçons de la ligne sont retirés administrativement du réseau ferré national mais non déclassées.
- Section d'Évreux à Hondouville (PK 2,568 à 17,540) : déclassée le 11 janvier 2002[8].
- Section à Évreux (PK 0,336 à 2,568) ainsi que l'embranchement d'Évreux-Ville (PK 0,205 à 0,883) : déclassés le 10 janvier 2006[9].
  - Les deux sections citées ci-dessus ont réintégré le réseau ferré national le 2 novembre 2011[10], dans l'éventualité d'une nouvelle liaison ferroviaire entre Rouen et Évreux[11]. En 2020, le président de la région Normandie dit son opposition à toute initiative de ce genre[12]